# دائرة الغزوات
دائرة الغزوات إحدى دوائر ولاية تلمسان وتضم بلديات:
- الغزوات
- السواحلية
- تيانت
- دار يغمراسن